# Galatea bengoensis
Galatea bengoensis is een tweekleppigensoort uit de familie van de Donacidae. De wetenschappelijke naam van de soort is voor het eerst geldig gepubliceerd in 1849 door Dunker.